# Haploporus nanosporus
Haploporus nanosporus är en svampart som först beskrevs av A. David & Rajchenb., och fick sitt nu gällande namn av Piatek 2005. Haploporus nanosporus ingår i släktet Haploporus och familjen Polyporaceae.   Inga underarter finns listade i Catalogue of Life.